# Griot
 (septembre 2020).
Si vous disposez d'ouvrages ou d'articles de référence ou si vous connaissez des sites web de qualité traitant du thème abordé ici, merci de compléter l'article en donnant les références utiles à sa vérifiabilité et en les liant à la section « Notes et références ».
Cet article possède des paronymes, voir Fred Griot et Grillot.
« Griote » redirige ici. Pour l’article homophone, voir Griotte.
Pour l’article homonyme, voir Griot (aliment).

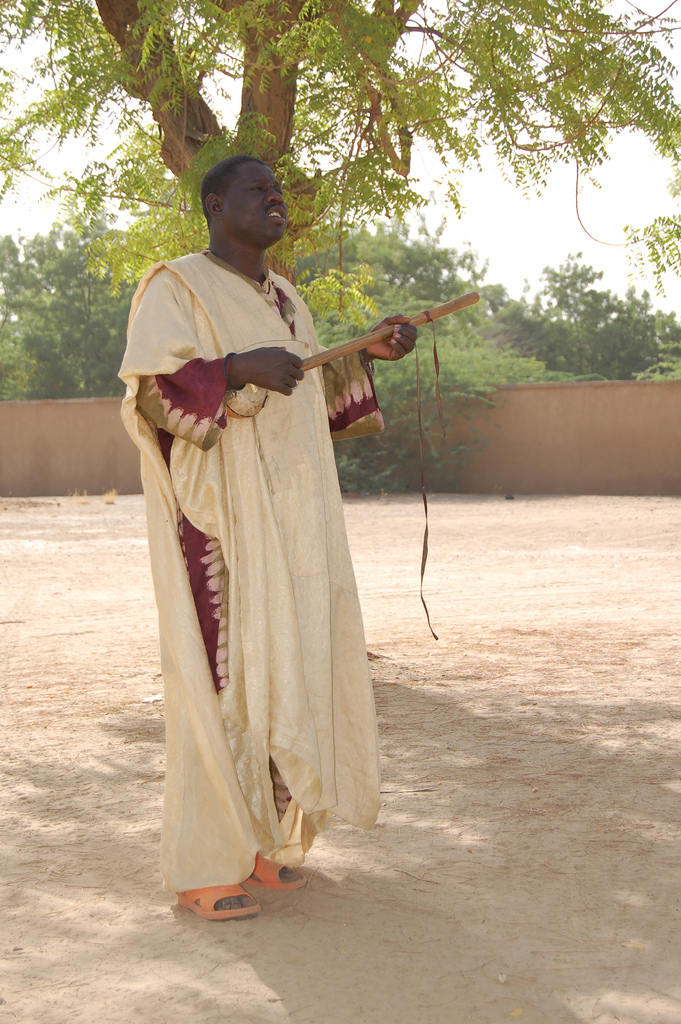
Un griot à Diffa (Niger), en 2006.

Le griot (ou djeli, djéli ou encore jali en mandingue ; kevel ou kewel en sérère ; gewel en wolof ; bambâdo en peul ; écrit en n'ko : ߖߋߟߌ ; en adlam : 𞤦𞤢𞤲'𞤦𞤢𞥄𞤣𞤮), aussi appelé barde, est une personne spécialisée dans la louange et la déclamation des récits historiques qui font la part belle aux héros fondateurs et au merveilleux en Afrique de l'Ouest. Les griots forment en général un groupe endogame.

## Déclinaisons du mot
Jali (ou ses variantes de transcription) est le terme neutre singulier, qui désigne aussi bien un griot qu'une griotte, et devient jalilu ou jaloolu au pluriel. Un griot masculin est spécifiquement appelé jalikelu ou jalikeolu, une griotte étant une jalimusoo. Le nom de la profession des femmes est jalimusooya.

## Rôle

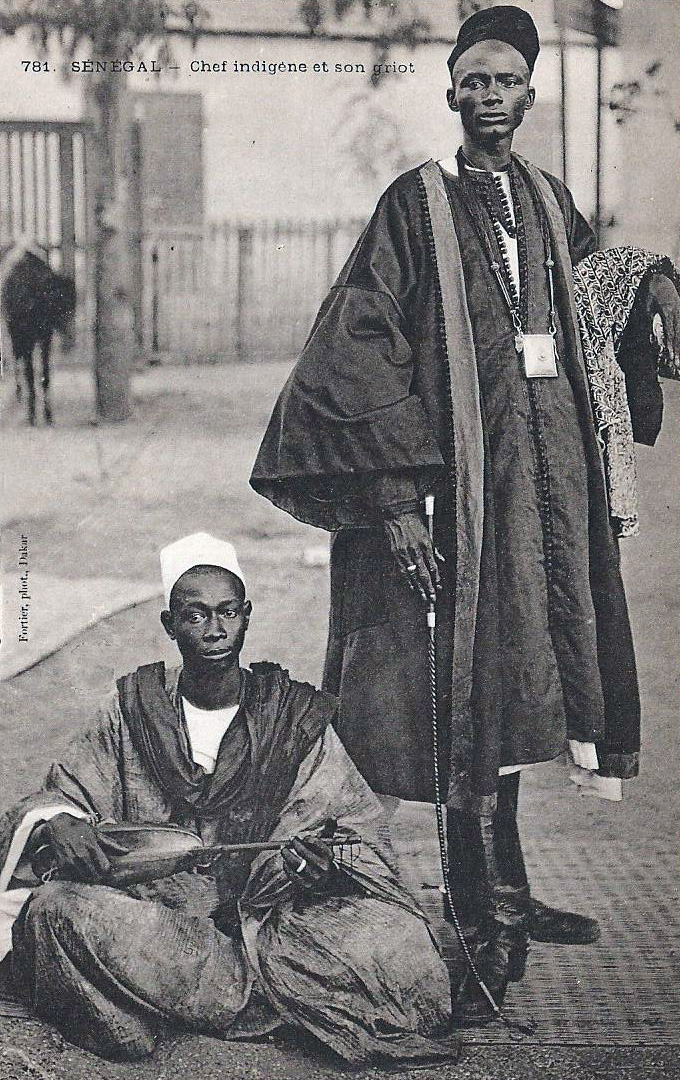
Chef indigène et son griot (Sénégal, AOF).

La caste des griots est née puis s'est développée dans un contexte où l'écriture était inexistante. Le griot est ainsi considéré comme étant notamment le dépositaire de la tradition orale. Les familles griotiques peuvent être spécialisées en histoire du pays et en généalogie, en art oratoire, en pratique musicale, ou pratiquer les trois, en fonction de l'habileté de chaque griot.
Le terme malinké djèliya signifie « activité du djéli ». Djéliya a pour racine le mot malinké djéli qui signifie « sang » et qui est aussi le nom donné aux griots dans les pays qui délimitent l'ancien empire du Mali ou mandingue.
Les principaux groupes de griots sont appelés  guéwël en pays wolof et gawlo chez les Toucouleurs.
Les griots utilisent le « djéli n’goni », le célèbre luth traditionnel à 4 cordes.

## Geste de Soundiata Keïta

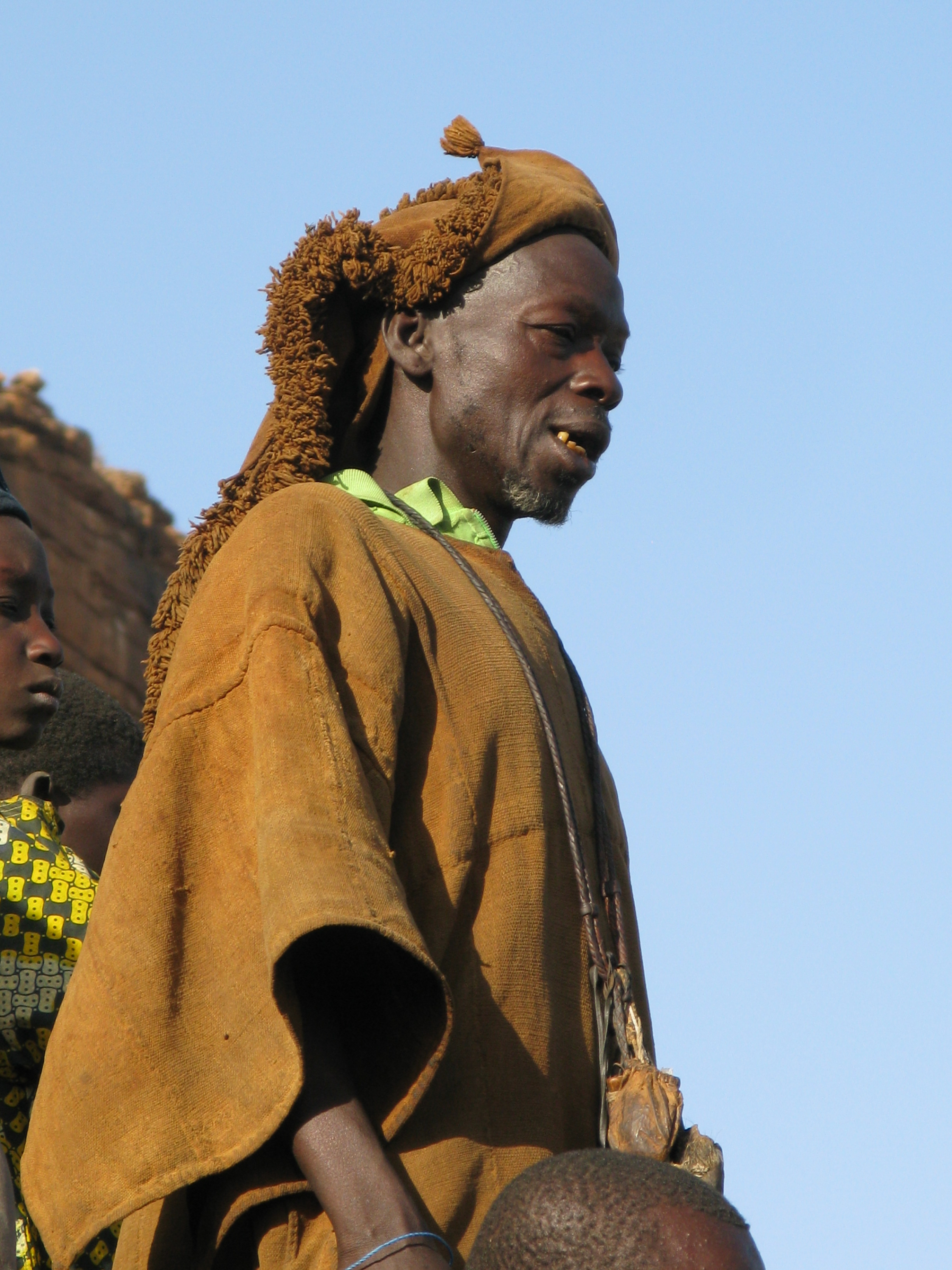
Un griot lors de la fête des masques au Pays Dogon (Mali).

L'empire mandingue s'étendait, à son apogée au milieu du XIIIe siècle, de l'Afrique occidentale, le berceau étant au Mandé dans le sud de l’actuel Mali, il englobe l’actuelle Guinée, le sud du Sénégal, une partie de l'actuel Burkina Faso, le nord de la Côte d'Ivoire. Son apogée correspond au règne de l'empereur Soundiata Keïta, et la geste de ce dernier est le principal sujet des récits des griots mandingues.
Balla Fasséké, le griot de Soundiata Keita offert à ce dernier par son père, le roi Naré Maghann Konaté, donna naissance à la lignée des griots Kouyaté dont l'activité se poursuit encore de nos jours.

## Organisation sociale des griots mandingues
Chaque famille de djéli accompagne une famille de rois-guerriers nommés diatigui. Il n'est pas de djéli sans diatigui, il n'est pas de diatigui sans djéli, les deux sont indissociables et l'un ne vaut rien sans l'autre. Toutefois, le diatigui peut accepter de « prêter » son djéli à un autre diatigui. L'Empire mandingue s'organisait en castes, chaque caste correspondait à une profession ou une activité artisanale, participant à la cohésion et à l'unité de la société. Les forgerons, les cordonniers, les cultivateurs, les tisserands, les chasseurs, les griots constituaient les principales castes de la société mandingue.

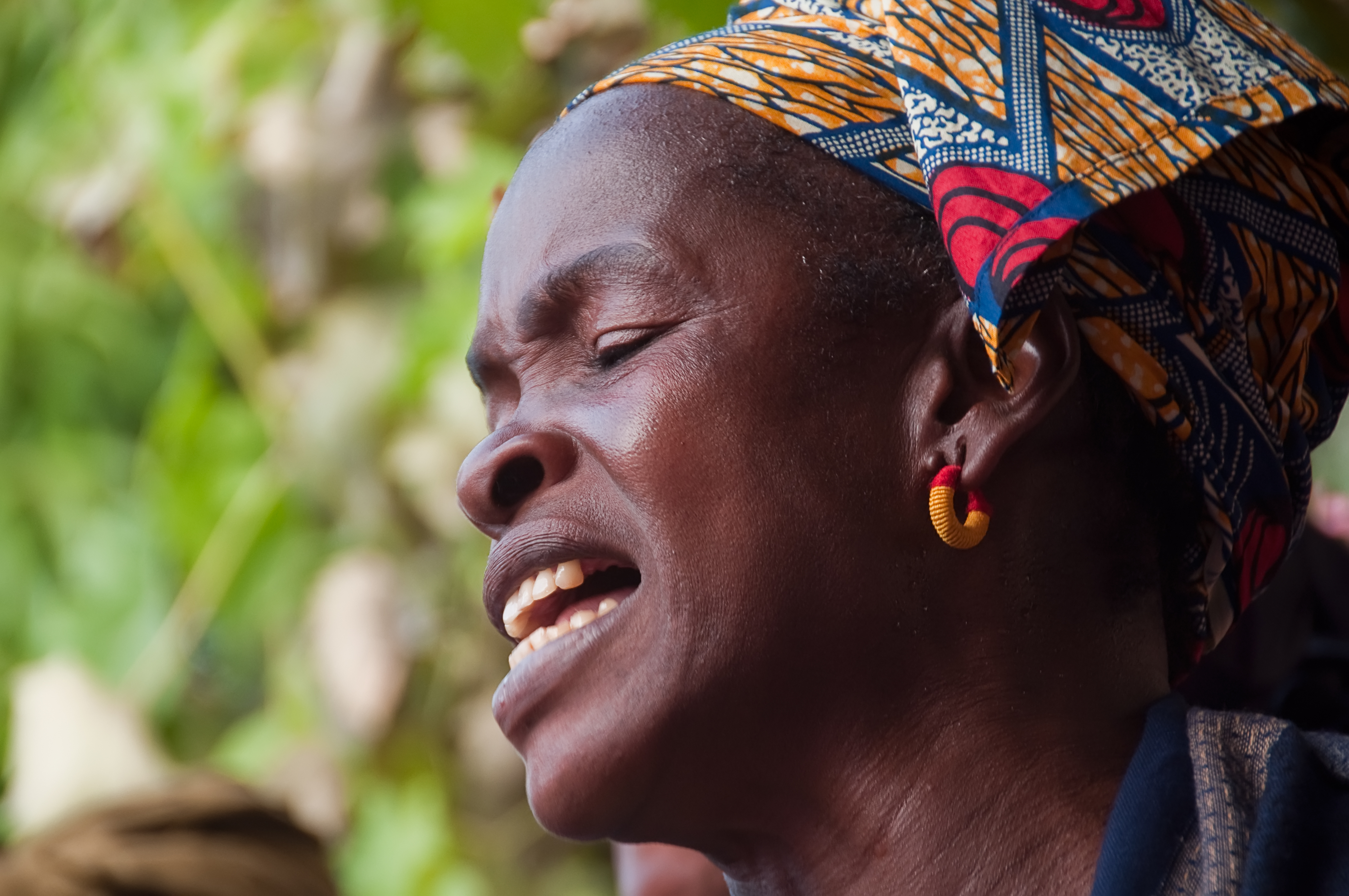
Une griotte loue les invités lors d'une fête de fiançailles au Burkina Faso.

« On ne devient pas griot, on naît griot par des liens particuliers. » Être griot, c'est donc appartenir à la caste des djélis, caste qui peut être identifiée par le nom de famille : Sissoko, Kouyaté, Danté, Diabaté, Kamisoko, Koné, Konè, Soumano, Sako, Sumano, Susso... Il n'est pas possible de passer d'une caste à une autre. De plus, les mariages exogames sont interdits. Les djéli, porteurs des savoirs et des mystères, ne peuvent épouser que des membres de leur caste afin de sauvegarder la djéliya et de préserver l'identité des djélis.
Un enfant (fille ou garçon), né dans une famille de djéli, reçoit l'instruction propre à sa caste. Les liens du sang sont sacrés. Tout enfant est initié dès son plus jeune âge aux techniques et aux savoirs de sa caste. Ce sont les anciens qui forment les jeunes. Du fait de l'exode rural, de l'émigration et de la mondialisation, nombreux sont les enfants de griots qui ignorent tout des pratiques artistiques et des connaissances de leurs ancêtres. Par ailleurs, il est possible que des membres appartenant à d'autres castes accomplissent des fonctions de griots mais ceux-là ne peuvent être assimilés aux griots. Il en est ainsi du musicien Salif Keïta (descendant de Sundjata Keita, caste des rois).
Au Mali et dans les autres pays d'Afrique de l'Ouest, à côté des griots héréditaires mandingues ou djélilu, il existe toutefois un groupe de bardes, les soraw, appartenant à la confrérie des chasseurs et chargés de chanter leurs louanges ou leurs épopées, qui ne font pas partie d'un groupe endogame et accèdent à la fonction par choix.
En dehors de la région, il existe d'autres exceptions à cette organisation en castes héréditaires. Ainsi, au pays Nyanga en République démocratique du Congo, les bardes appelés She-Karisi ou Mwami n'appartiennent à aucun clan déterminé.

## Griots et griotes: des fonctions en partie différenciées
La fonction d'intercession et de préservation des coutumes est commune aux hommes et aux femmes. Ils jouissent d'une grande liberté d'expression dans leurs opinions sans avoir à subir de représailles grâce au fait que toute fonction politique leur est interdite. Toutefois, il est possible de distinguer une certaine spécialisation. Ainsi, un document sur Mah Damba, une djélimusso exilée en France, fille du célèbre conteur Djeli Baba Soussoko, et épouse du griot Mamaye Kouyaté, témoigne que dans le cadre des affaires familiales des diaguitis du couple, son mari intervient lors des projets de mariages pour relayer les demandes officielles auprès de la famille de la fiancée, tandis que sa femme s'occupe des enquêtes préliminaires sur la famille de cette future fiancée. C'est aussi elle qui supervise les préparatifs de cérémonie, et qui chante les louanges de la famille, une des fonctions premières du rôle. Selon Marloes Janson, les djelimussolu chantent les louanges tandis que les djelikeolu jouent des instruments et narrent les traditions orales. Elle précise toutefois que Gai Sakiliba, la djélimusso dont elle a étudié le parcours pour en déduire des règles générales, pratiquait aussi la danse et jouait du neo, une tige en fer à percussion dont elle a appris les rudiments en imitant sa mère.

## Griots, histoire et identité
Le conteur-anthropologue sénégalais Cheick Tidiane Sow, dans son Hommage à Pierre Dewitte, n'hésite pas à qualifier le griot de dépositaire de notre histoire.

## Lesiggawen, ou griots maures
En Mauritanie, les guerriers ayant colonisé le pays se sont inspirés du griotisme mandingue et ont créé une caste, les iggawen dont la fonction et l'organisation sociale est très proche de celle des djelilu.
Les iggawen  appartiennent au groupe, plus sociologique qu'ethnique des Beidanes, aussi dits « Maures blancs ». Ils étaient initialement tributaires des deux classes nobles dominantes, guerriers ou moins souvent lettrés, et chaque famille de griots était rattachée à une famille déterminée de nobles. Contrairement à la poésie, dont la pratique est très largement répandue chez tous les Maures ayant quelques moyens, celle de la musique traditionnelle était réservée aux iggawen.

## Rites funéraires

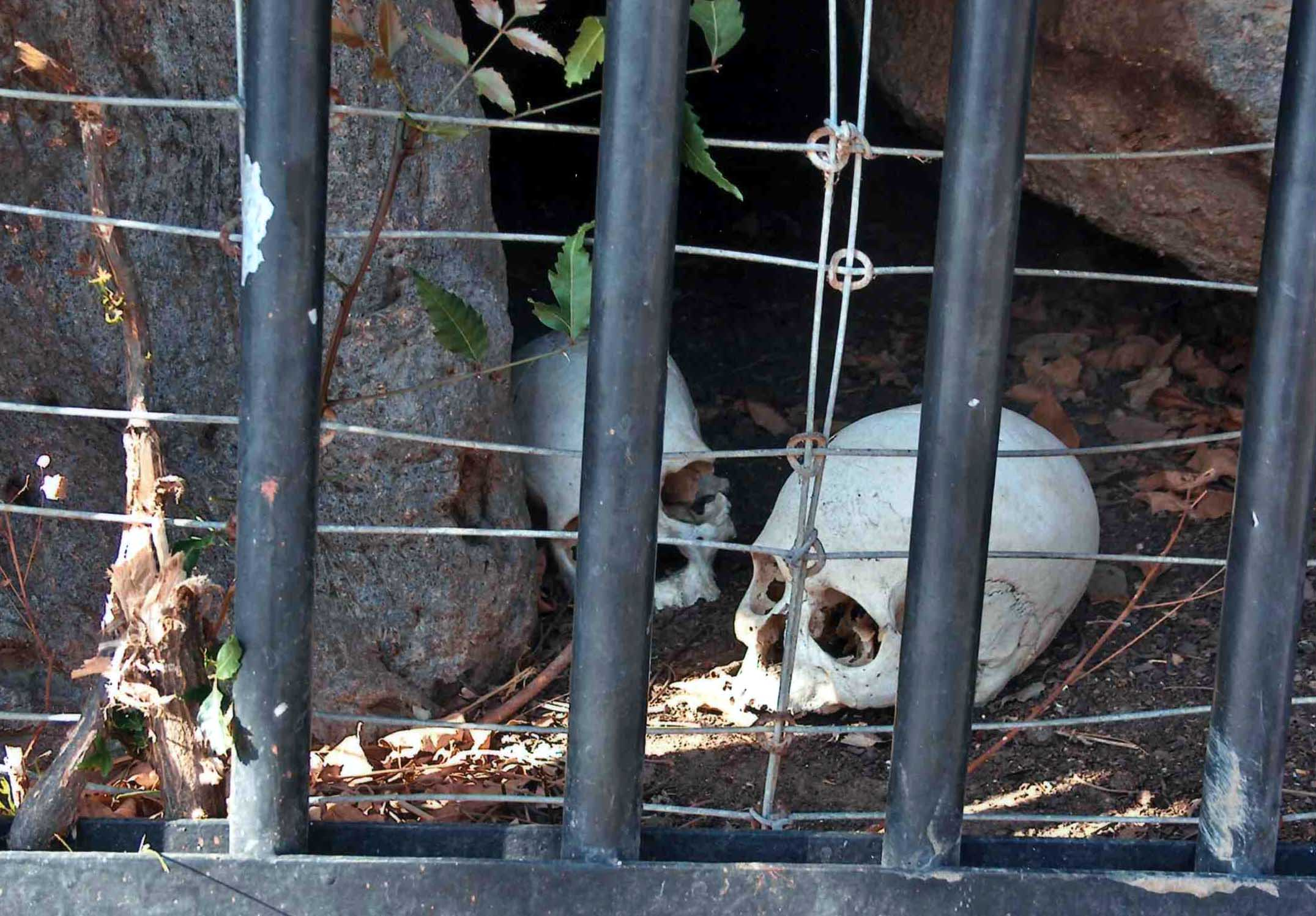
Crânes de griots ensevelis au pied d'un baobab à la Réserve de Bandia (Sénégal).

Au Sénégal, certaines ethnies – notamment les Wolofs, les Sérères et les Lébous –  n'enterraient pas leurs griots et leur refusaient l'immersion dans les cours d'eau, mais les déposaient à l'intérieur des troncs creux de gros baobabs, une coutume qui s'est poursuivie jusqu'au XXe siècle.
L'anthropologue belge Guy Thilmans effectue le premier des fouilles systématiques dans le pays afin de recueillir de tels restes au Sénégal. Il a rassemblé 140 crânes et de nombreux ossements qu'il a étudiés dans le cadre du Département d'Anthropologie physique de l'Institut français d'Afrique noire, transformé dans l'intervalle en Institut fondamental d'Afrique noire. Cette investigation a jeté les bases de l'anthropologie ostéométrique.

## Griots s'étant fait connaître dans le monde de la musique
- Abdoulaye Diabaté (Mali)
- Ablaye Cissoko (Sénégal)
- Adama Dramé (Burkina Faso)
- Alhaji Dodou Nying Koliyandeh (Gambie)[17]
- Ba Cissoko (Guinée)
- Baba Sissoko (Mali)
- Ballaké Sissoko (Mali)
- Bai Konte (en) (Gambie)
- Doudou Ndiaye Rose (Sénégal)
- Foday Musa Suso (Gambie)
- Ganda Fadiga (Mali)
- Habib Koité (Mali)
- Laba Sosseh (Gambie)
- Mory Kanté (Guinée)
- Musa Ngum (en) (Gambie)
- N'Faly Kouyate (Guinée)
- Ndiaga Mbaye (Sénégal)
- Papa Susso (Gambie)
- Sotigui Kouyaté (Mali)
- Soum Bill (Côte d'Ivoire)
- Toumani Diabaté (Mali)
- Yandé Codou Sène (Sénégal)
- Youssou N'dour (Sénégal)
- Aya Nakamura (Mali)
- Kassé Mady Diabaté (Mali)
- Zouratié Koné (Belgique)

La pratique du « djèliya mandingue en Île-de-France », est inscrite à l'inventaire du patrimoine culturel immatériel en France.

### Filmographie
- Keïta ! L'Héritage du griot (1995), de Dani Kouyaté.
- Je suis né griot (2007), film écrit par Gwenaelle de Kergommeaux et Olivier Janin, réalisé par Cédric Condom[19].
- Kirikou et les Hommes et les Femmes (M. Ocelot, 2012)